# Clusiodes nubila
Clusiodes nubila är en tvåvingeart som beskrevs av Johann Wilhelm Meigen 1830. Clusiodes nubila ingår i släktet Clusiodes och familjen träflugor. Inga underarter finns listade i Catalogue of Life.